# Liza vaigiensis
Liza vaiensis o Chelon Vaiensis es un pez teleósteo de la familia de los mugílidos.

## Morfología
Puede alcanzar los 63 cm de longitud total.

## Distribución geográfica
Se encuentra desde las costas del Mar Rojo y de África Oriental hasta las de islas Tuamotu, sur de Japón, sur de la Gran Barrera de Coral y Nueva Caledonia.